# Serge Ernst

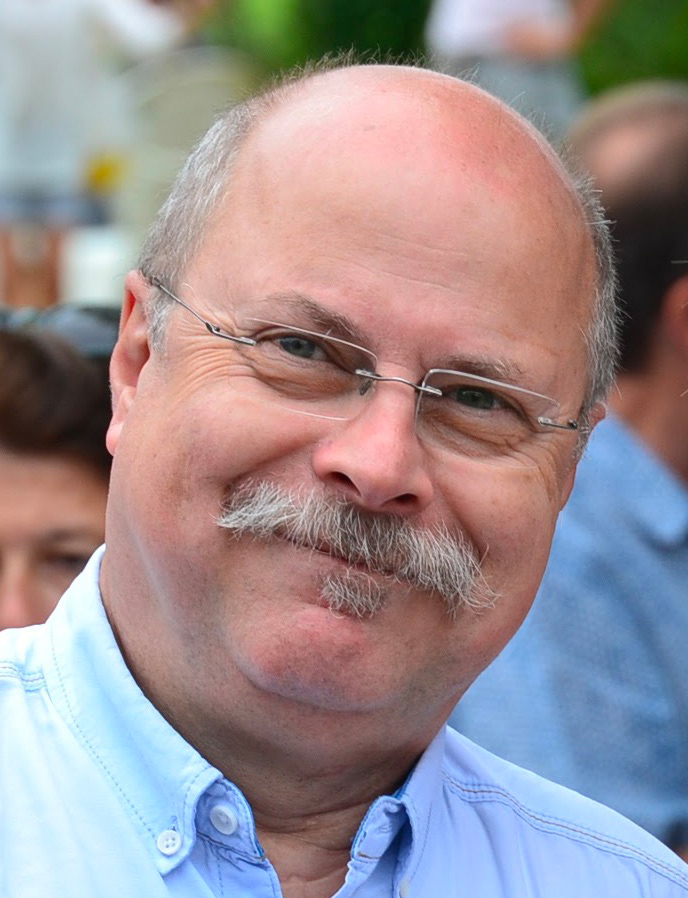
Serge Ernst en 2017 au [http://www.eauzebd.com/ Festival BD d'Eauze

Serge Ernst, né le 13 février 1954 à Thimister (province de Liège), est un auteur de bande dessinée de nationalité belge, naturalisé français en 2007.

## Biographie
Serge Ernst naît le 13 février 1954 à Thimister. Après ses humanités, Serge Ernst entre, comme beaucoup de ses collègues, à l’École supérieure des arts Saint-Luc de Liège, où il étudie simultanément le dessin, la gravure, l’illustration et la publicité. Diplômé en 1975, il y reste encore un an pour enseigner à son tour l’illustration et la bande dessinée, qu’il venait de découvrir avec Didier Comès et François Walthéry qui vont d’ailleurs l’inciter à se lancer dans la carrière de dessinateur.
En 1975, les éditions du Lombard lui prennent pour le Journal de Tintin ses premiers Clin d'œil — des cartoons pour la plupart. Puis, en 1980, tout en fournissant hebdomadairement son gag à l’humour décapant, à la limite du surréalisme, Serge Ernst se lance dans la création de récits de quelques pages avec son premier personnage : William Lapoire, l’ange déchu malchanceux et pas très futé au service du diable dans des récits burlesques. De la première série, qui tiendra les pages de l’hebdomadaire entre 1975 et 1989, neuf albums seront édités par Le Lombard, les sept premiers dans la collection « Phylactère » qu'il inaugure, et lui feront obtenir le Prix Saint-Michel de l’Espoir en 1977 tandis que la seconde sera publiée dans quatre albums entre 1985 et 1988 : William Lapoire (1985), En son âme et conscience (1986), Dégelées par –40 (1987) et Le Big Bagne (1988, en collaboration avec Didgé). Dans cette même période, il créera aussi les séries Les Égarés (1977, dans Junior) et Les Cases de l’Oncle Ernst (1983) qui se prolongeront de 1989 à 1991, dans Hello Bédé avec Ciel, mon Paris (préfacé par Christophe Dechavanne, 1990) et L’Europe en douce (1991) publiés aux Éditions de la Sablière.

### DansSpirou
En 1991, peu avant que disparaisse Hello Bédé, qui avait succédé au Journal de Tintin, Serge Ernst se lance, chez Dupuis, dans une nouvelle série de gags humoristiques intitulée Les Zappeurs. Ces gags sont prépubliés dans l’hebdomadaire Spirou et 13 albums sont édités en albums par Dupuis, à partir de 1994 dont 4 scénarisés par Jean-Louis Janssens qui arrivera sur la série en 2000 au huitième volume. En 2006, la série a fortement évolué et le sujet passe doucement vers les nouvelles technologies, c’est pourquoi elle s’offre un petit coup de jeune en se donnant une nouvelle maquette, et une numérotation qui repart au No 1 ainsi qu'un nouveau nom : Zapping Génération dont 5 titres sont au catalogue. Depuis le No 3 la série est scénarisée par Laurent Noblet et Jean-Luc Garréra.
1991 est également l'année où Serge Ernst commence à co-organiser la Fête de la BD d'Eauze qui a lieu tous les premiers dimanches du mois d'août.
Il acquiert la nationalité française le 3 juillet 2007 et bénéficie de la double nationalité (belge et française) depuis le 11 avril 2011.
En 2011, marginalisé chez Dupuis, il crée avec Zidrou au scénario la série Boule à zéro aux Éditions Bamboo pour laquelle ils recevront plusieurs récompenses. La série compte dix volumes en 2023.
En 2012, il crée l'association 2000 BD afin de pouvoir offrir des BD à tous les enfants malades du cancer ou de leucémie hospitalisés en France, Belgique, Suisse, Espagne, Luxembourg, USA, Honduras et Pérou.
En 2022, il publie Auprès de mon arbre, livre d'illustration dont le thème est écologique avec l’association agroforestière Arbre et Paysage 32. En 2023, il contribue au Tintin numéro spécial 77 ans. 2025 voit la sortie du onzième et avant-dernier tome de la série Boule à zéro intitulé : Le Grand bain.
Parallèlement, Ernst anime des ateliers de pratique artistique en bande dessinée pour enfants et adolescents.

## Publications

### Albums
- Les Zappeurs, 12 tomes + 1 hors-série, Dupuis
- 1. Complètement accros !, Dupuis, Marcinelle, février 1994
Scénario et dessin : Ernst - Couleurs : quadrichromie -  (ISBN 2-8001-2083-5)
- 2. Pas très cathodique, tout ça !, Dupuis, Marcinelle, octobre 1994
Scénario et dessin : Ernst - Couleurs : quadrichromie -  (ISBN 2-8001-2134-3)
- 3. Zappeur et sans reproche, Dupuis, Marcinelle, juin 1995
Scénario et dessin : Ernst - Couleurs : quadrichromie -  (ISBN 2-8001-2216-1)
- 4. Fidèles au poste, Dupuis, Marcinelle, mai 1996
Scénario et dessin : Ernst - Couleurs : Scarlett Smulkowski, Leonardo Vittorio -  (ISBN 2-8001-2309-5)
- 5. Sauce zappeur, Dupuis, Marcinelle, mai 1997
Scénario et dessin : Ernst - Couleurs : Scarlett Smulkowski, Ernst -  (ISBN 2-8001-2440-7)
- 6. La Victoire en zappant, Dupuis, Marcinelle, juin 1998
Scénario et dessin : Ernst - Couleurs : Laurent -  (ISBN 2-8001-2584-5)
- 7. Do ré mi fa sol Zap si do, Dupuis, Marcinelle, juin 1999
Scénario et dessin : Ernst - Couleurs : Laurent -  (ISBN 2-8001-2774-0)
- 8. Zappez manège, Dupuis, Marcinelle, septembre 2000
Scénario et dessin : Ernst - Couleurs : Laurent -  (ISBN 2-8001-2953-0)
- 9. La télé rend flou !, Dupuis, Marcinelle, juin 2001
Scénario : Jean-Louis Janssens - Dessin : Ernst - Couleurs : Laurent -  (ISBN 2-8001-3098-9)
- 10. Je passe à la télé, Dupuis, Marcinelle, juin 2002
Scénario : Jean-Louis Janssens - Dessin : Ernst - Couleurs : Laurent -  (ISBN 2-8001-3250-7)
- 11. Les Zappeurs s'éclatent grave, Dupuis, Marcinelle, mai 2003
Scénario : Jean-Louis Janssens - Dessin : Ernst - Couleurs : Laurent -  (ISBN 2800133465)
- 12. Zappe qui peut !, Dupuis, Marcinelle, juin 2004
Scénario : Jean-Louis Janssens - Dessin : Ernst - Couleurs : Julie Dethorey -  (ISBN 2800134798)
- Le Bêtisiers des Zappeurs : Fermette Academy… et autres parodies télé (2005)

### Illustrations
- Auprès de mon arbre[10], Arbre et Paysage 32, 2022  (ISBN 978-2-913781-96-2)[42].

### Collectifs
- Il était une fois... Les Belges, Le Lombard, Bruxelles, 1980
Scénario et couleurs : collectif - Dessin : collectif dont Ernst[43]
- 35 ans du journal Tintin - 35 ans d'humour[44], Le Lombard, Bruxelles, septembre 1981
Scénario et couleurs : collectif - Dessin : collectif dont ErnstPréface de Raymond Leblanc.
- Les Amis de Buddy Longway[45], Le Lombard, coll. « Phylactère », Bruxelles, avril 1983
Scénario et couleurs : collectif - Dessin : collectif dont Ernst -  (ISBN 2-8036-0042-0)
- L'Agenda du journal Tintin 1984, Le Lombard, Bruxelles, 1984
Scénario et couleurs : collectif - Dessin : collectif dont Ernst -  (ISBN 2-8036-0421-3)
- collectif dont Ernst, Pétition : À la recherche d'Oesterheld et de tant d'autres !, Amnesty International - Belgique francophone ASBL Groupe 64, novembre 1986, 47 p. (présentation en ligne)
- Putinkon, le retour[46], P & T Production, 1994
Scénario : Éric Thomas - Dessin : collectif dont Ernst - Couleurs : collectif -  (ISBN 2-87265-033-4)
- Rire c'est rire[47], F.I.R., 1995
Scénario et couleurs : collectif - Dessin : collectif dont Ernst -  (ISBN 2-87265-046-6)
- Numéro spécial 77 ans - L'hommage des auteurs et autrices d'aujourd'hui aux personnages mythiques du journal Tintin, Éditions Moulinsart-Le Lombard, Bruxelles, 8 septembre 2023
Scénario : collectif - Dessin : collectif dont Ernst - Couleurs : quadrichromie -  (ISBN 2-85815-201-2)

## Prix et distinctions
- 1977 :  prix Saint-Michel de l'espoir pour Clin d'œil[5] ;
- 1982 :  prix de la Jeunesse de la Communauté française de Belgique décerné par le Ministre Philippe Moureaux pour ses recueils de Clin d'œil[48] ;
- 1983 :  prix Saint-Michel du meilleur auteur humoristique pour l'ensemble de son œuvre[5] ;
- 1985 : 
  -  Mention d'honneur au Prix Plantin Moretus pour Clin d'œil[49] ;
  -  prix du Salon mondial des Humoristes à Knokke-Heist pour Quatrième Clin d'œil[50].

Serge Ernst et Zidrou se partagent plusieurs récompenses pour la série Boule à zéro :
- Album classé parmi les 20 BD indispensables de l'été 2012[51], sélectionnés à partir de 2476 titres (juillet 2012)
- prix du Conseil Général au Festival BD de Blois[52] (novembre 2012)
- prix Échappée Lecture Jeunesse du Conseil Général de la Nièvre[8] (avril 2013) ;
- prix Livrentête Catégorie Juniors de l'Union Nationale Culture et Bibliothèques Pour Tous[8] (mai 2013) ;
- prix du livre Jeunesse du Festival BD de Cherbourg[8] (mai 2013) ;
- Lauréat de la 9e édition du Prix des Lecteurs de Sablé-sur-Sarthe[8] (juin 2013) ;
- prix « Jeunesse » du Festival international de la bande dessinée de Chambéry[53] (octobre 2013) ;
- prix du Musée de l'Alta Rocca au Festival BD d’Ajaccio[54] (novembre 2013) ;
- prix littéraire jeunesse égalité fille garçon du Conseil Municipal des Enfants de la ville de Toulouse[54] 2013 ;
- prix Jeunesse du Festival BD de Puteaux[54] - mai 2014 ;
- Nomination avec Boule à Zéro pour le prix jeunesse d'Angoulême 2015[54].
- prix des collégiens du Festival Bébéciné à Illzach 2016[54].

#### Livres
: document utilisé comme source pour la rédaction de cet article.
- Jean-Louis Lechat, Un demi-siècle d’aventures t. 2 : 1970 - 1996, Bruxelles, Le Lombard, 5 décembre 1996, 224 p., ill. ; 31 cm (ISBN 280361233X, OCLC 37995939, BNF 37539082, présentation en ligne), p. 43, 50, 55, 61, 62, 69, 90, 91, 93, 95, 99, 119, 121, 122, 143, 158, 216. .
- Jacques Fiérain, « Ernst, Serge », dans La BD dans les provinces de Liège, Namur et Luxembourg, Charleroi, Éd. l'Âge d'or, 2004, 112 p., ill. ; 31 cm (ISBN 9782960019698, OCLC 470388297, présentation en ligne), p. 37.
- Patrick Gaumer, « Ernst, Serge », dans Dictionnaire mondial de la BD, Paris, Larousse, 2010, 953 p., ill. ; 27 cm (ISBN 978-2-0358-4331-9 et 2-0358-4331-6, OCLC 920924930, présentation en ligne), p. 304. .

#### Périodiques
- Serge Ernst (interviewé par Georges Dechamps), « Portrait d'un illustrateur : Serge Ernst », Lectures, Centre de lecture publique de la Communauté française, no 13,‎ mai - juin 1983, p. 23-28 (lire en ligne, consulté le 20 juin 2025).
- « Boule à zéro », Bamboo Mag, no 49,‎ mars-avril 2017, p. 44-45 (lire en ligne).
- Ernst (interviewé par Raymond Larpin), « Ernst : De Clin d'œil à Boule à zéro », Tonnerre de Bulle, Saint-Aubin-des-Landes, Les Petits Sapristains, no 23,‎ mai 2020 (ISSN 0753-3454).

#### Articles
- Laurent Lessous, « « Boule à zéro T6 : Le Grand Jour » par Serge Ernst et Zidrou », BDzoom,‎ 20 avril 2017 (lire en ligne, consulté le 25 décembre 2022).
- Serge Ernst (interviewé par Marc Centène), « "Le moteur, c’est le plaisir : sans cela j’aurais arrêté la BD" : Ernst publie un nouvel album de la série Boule à Zéro », La Dépêche,‎ 28 février 2025 (lire en ligne, consulté le 1er mars 2025).

### Vidéographie
- [vidéo] « BD en Beaujolais 2015 - Serge Ernst », sur YouTube, 15 mars 2015
- [vidéo] « L’invité culture – Serge Ernst », sur YouTube, 3 mai 2021